# The Naked Pilgrim

The Naked Pilgrim est une série documentaire produite par la chaîne de télévision britannique Five. Diffusée à partir de 2003, cette série présentée par le critique d'art Brian Sewell présente les grandes étapes du pèlerinage de Saint-Jacques-de-Compostelle. 
Au cours des six épisodes que compte la série, Brian Sewell place ses pas dans ceux des « Jacquets » qui, portés par la foi, cheminaient de sanctuaire en sanctuaire jusqu'au tombeau de l'apôtre Jacques. Chaque étape présentée témoigne de la grande épopée jacquaire, avec pour exceptions notables une présentation du Sacré-Cœur de Montmartre dans le premier épisode et des sanctuaires de Lourdes, dans le troisième épisode.
La série a été un des grands succès de Five, avec près de un million de téléspectateurs — la meilleure audience de la chaîne pour un programme culturel. Elle a été récompensée par un Sanford St.Martin Trust award dans la catégorie « meilleur programme religieux » et est disponible en DVD au Royaume-Uni depuis 2004.

## Épisodes
1. Paris - Sainte Chapelle, Sacré-Cœur de Montmartre, Notre-Dame de Paris
2. Chartres, Pons, Orléans
3. Bordeaux, Poitiers, Lourdes
4. Roncevaux, Bermeo, Guernica, Bilbao
5. Burgos, Fromista, León
6. Saint-Jacques-de-Compostelle